# Отворени приступ
Отворени приступ (енгл. open access) је слободан, бесплатан, неограничен онлајн приступ научним радовима, пре свега академским чланцима, књигама и дисертацијама.
Покрет за отворени приступ настао је као реакција на апсурдну ситуацију да се резултати истраживања, која су финансирана најчешће средствима универзитета или института, објављују у часописима комерцијалних издавача на чија издања те исте институције морају да се претплате како би могле да користе добијене резултате.
Већ осам година на глобалном нивоу обележава се Недеља отвореног приступа са циљем да промовише отворени приступ знању и да укаже на предности оваквог концепта.

## Декларације
Отворени приступ је први пут дефинисан у Будимпештанској декларацији, потписаној 2002. године (енгл. Budapest Open Access Initiative). У њој се између осталог каже да отворени приступ подразумева да сваки корисник који има приступ интернету може да чита, преузима, копира и штампа материјал без икаквих техничких, правних или финасијских баријера. Једина обавеза корисника је да аутору обезбеди надзор над интегритетом дела и да дело исправно цитира. Годину дана касније, 2003. године, објављена је Берлинска декларација о отвореном приступу научном знању (енгл. Berlin Declaration on Open Access to Knowledge in the Sciences and Humanities) која се узима као почетак укључивања истраживачких организација у Покрет за отворени приступ. До данас је ову декларацију потписало више од 300 академских институција у свету, а у новембру 2011. године и Универзитет у Београду, као и Универзитет у Нишу.
Остале декларације које су допринеле даљем ширењу и јачању Покрета су: Бетезданска изјава о објављивању у отвореном приступу из 2003, која је дефинисала конкретније кораке које би требало предузети како би се прешло на објављивање у отвореном приступу, као и Кејптаунска декларација о отвореном образовању из 2007. године чији је циљ промовисање идеје отвореног приступа у образовању уопште.

## Видови отвореног приступа
Још од Будимпештанске декларације отворени приступ се испољава у два основна облика или кроз две комплементарне стратегије:
1. Самоархивирање (енгл. Self-archiving), што подразумева похрањивање верзије радова у дигиталне репозиторијуме, институционалне или тематске – „зелени пут“ (green)
2. Часописе у отвореном приступу у потпуности или делимично ( хибридни часописи) – „златни пут“ (gold). Трошкове објављиваља у оваквим часописима најчешће сносе сами аутори, док је за крајњег корисника приступ чланку бесплатан.

Године 2012. објављен је Финч извештај ауторке Дејм Џенет Финч (Dame Janet Finch), професорке социологије на Универзитету у Манчестеру, под називом Accessibility, sustainability, excellence: how to expand access to research publications. У овом обимном документу фаворизује се „златни пут“, док се улога институционалних репозиторијума своди на сиву литературу, односно архивирање резултата истраживања. 
Извештај је врло брзо изазвао оштре критике, нарочито међу заговорницима „зеленог пута“ као што је Стивен Харнад (Stevan Harnad). Харнад, који сматра да је једини прави отворени приступ онај који подразумева архивирање препринт верзије рада у дигитални репозиторијум, извештај је назвао фијаском, а своје тврдње је поткрепио показатељима рационалности и ефективности зеленог приступа.
Велики број издавача допушта да аутори препринт верзије радова похране у дигитални репозиторијум своје институције. Информације о политици појединих издавача у вези са оваквим архивирањем пружа сервис SHERPA/Romeo (Securing a Hybrid Environment for Reserach Preservation and Access).

## Дигитални репозиторијуми
Дигитални репозиторијуми су колекције дигиталних објеката, текстова, слика, видео и аудио материјала и др. у одговарајућем препорученом формату. Врло често објекте у репозиторијум уносе овлашћени корисници, аутори, односно носиоци ауторског права, путем самоархивирања, а унети објекат добија трајни линк као сталну адресу на мрежи. 
Репозиторијуми се углавном деле на:
1. Институционалне, мултидисциплинарне, најчешће при универзитетима
2. Тематске

- - Медицина – PubMed Central
  - Економија – RePec
  - Математика, физика – ArXiv
  - Пољопривреда – Agecon
  - Друштвене науке – Social Science Open Access Repository

Претраживање репозиторијума могуће је и преко портала као што су DOAR (Directory of Open Access Repository) Архивирано на веб-сајту  (26. фебруар 2011) и ROAR (Registry of Open Access Repository).

## Заштита докумената у отвореном приступу
Велики број докумената у отвореном приступу заштићен је лиценцама Креативне заједнице, као стандарда који омогућује да аутор задржи право на дело, али и да дозволи другима његово коришћење. На сајту Creative Commons Serbia могуће је претражити све радове који су заштићени CC лиценцама и добити информације о условима које садржи свака од шест лиценци. Многи репозиторијуми већ садрже ове лиценце, тако да се аутор, приликом уноса свог дела, опредељује за неку од опција и одређује услове под којима дело може да се користи.

## Отворени приступ у Србији

### Библиографске базе података и национални цитатни индекс
Идеја отвореног приступа научним информацијама у Србији развија се од друге половине деведесетих година двадесетог века и први пут је спроведена у дело у библиографској бази података SocioFakt – југословенској бази за друштвене чињеничне науке.
Технолошким унапређењем и проширивањем садржаја те базе настали су SocioFakt online, српски цитатни индекс за друштвене науке (2001), и SocioFakt Open Access (2004), који је садржао протокол за размену метаподатака (OAI-PMH), што је омогућило његову интеграцију с базом Google Scholar. Своју коначну форму ови напори добили су 2006—2007. године у SCIndeks-у, националном цитатном индексу који реферише домаће часописе из свих научних области категоризоване као периодичне публикације научног карактера, од којих је готово половина доступна у виду пуног текста, а велики број радова је у режиму отвореног приступа.

### Скупови о отвореном приступу
Прве конференције, саветовања и радионице о отвореном приступу у Србији одржавају се непосредно након дефинисања Будимпештанске иницијативе о отвореном приступу (2002) и Берлинске декларације о отвореном приступу знању у природним и хуманистичким наукама (2003) – нпр. The International OA Workshop, међународна радионица одржана 24. новембра 2003. године. На овом скупу, поред поменутог проблема цитатних база података, тема отвореног приступа се проширује и на научне часописе. Значајан помак на том плану учињен је 2005. године успостављањем сервиса DOISerbia, репозиторијума који садржи радове из најзначајнијих научних часописа из Србије. Крајем марта 2015. године овај репозиторијум обухватао је 66 часописа и 29197 научних чланака у отвореном приступу.

Велики значај за промовисање отвореног приступа у Србији имала је и Међународна радионица о цитатним индексима у отвореном приступу, одржана 10. и 11. новембра 2005. у Београду. Тада су, између осталих, предавања одржали Жан Пол Гедон и Тим Броди, родоначелници отвореног приступа.
У исто време, у часопису „Инфотека“ објављено је неколико чланака о овој теми. Посебно је значајан текст Лилијан Ван дер Варт о институционалним репозиторијумима, којим се ова тема уводи у нашу средину.

### Докторске тезе у отвореном приступу
У новембру 2011. године Универзитет у Београду потписао је Берлинску декларацију и тако се придружио групи од 340 универзитета и научних установа у свету. Након потписивања декларације, Универзитет је на својим страницама објавио текст „Отворени приступ научном знању“, у коме наставницима, истраживачима, сарадницима и студентима препоручује да кад год је то могуће објављују своје радове у часописима у отвореном приступу. У складу са овом одлуком, исте године, Универзитет у Београду успоставио је свој Дигитални репозиторијум са отвореним приступом у Универзитетској библиотеци „Светозар Марковић“ – PHAIDRA (Permanent Hosting, Archiving and Indexing of Digital Resources and Assets). Наредне године, у оквиру система PHAIDRA успостављен је систем Е-тезе, репозиторијум који архивира докторске дисертације одбрањене на универзитетима у Београду, Нишу и Крагујевцу. Универзитет у Новом Саду самостално развија дигиталну библиотеку докторских дисертација у оквиру CRIS UNS система.
Године 2013 покренут је сервис doiSerbia PhD – национални портал докторских дисертација доступних у електронском формату. Свакој дисертацији је додељен DOI број. Овај портал садржи линкове ка пуном тексту дисертација које се налазе у универзитетским репозиторијумима. Посредством протокола за размену метаподатака (OAI PMH) метаподатке са овог портала преузима и сервис DART Europe Архивирано на веб-сајту  (13. септембар 2015) – портал европских дигиталних дисертација.
Изменама и допунама Закона о високом образовању из 2014. године утврђује се обавеза високошколске установе да докторску дисертацију која се у њој брани и извештај комисије о оцени дисертације учини доступним јавности, и то у електронској верзији на званичној интернет страници установе и у штампаном облику у библиотеци установе, најмање 30 дана пре усвајања извештаја комисије на надлежном органу, као и до одбране дисертације; и обавеза универзитета да установи дигитални репозиторијум у којем се трајно чувају електронске верзије одбрањених докторских дисертација, заједно са извештајем комисије за оцену дисертације, подацима о ментору, саставу комисије и подацима о заштити ауторских права, као и да све наведене податке учини јавно доступним (Члан 30 Закона о високом образовању). Крајем 2015. године успостављен је НаРДуС - централни национални репозиторијум докторских дисертација који, поред теза, садржи и извештаје комисја о њиховој оцени.

### Тематски и институционални репозиторијуми
Развој тематских и институционалних репозиторијума у Србији још увек је у повоју. Према подацима из међународних регистар репозиторијума отвореног приступа OpenDOAR Архивирано на веб-сајту  (26. фебруар 2011) и ROAR, у Србији тренутно постоје два тематска репозиторијума (eLibrary (посвећен математици; одржавају га Математички факултет Универзитета у Београду и Математички институт САНУ; софтверска платформа: DSpace) и CaSA NaRA (одржава га Пољопривредни факултет Универзитета у Београду; DSpace), као и четири институционална (Дигитални репозиторијум Института техничких наука САНУ и Дигитални репозиторијум Института за филозофију и друштвену теорију – као софтверску платформу користе прорамски пакет отвореног кода OPUS4); ИРИЕС - Институционални репозиторијум радова Института економских наука (EPrints) и РАДаР - институционални репозиторијум Института за биолошка истраживања „Синиша Станковић“ (DSpace).

### Научне монографије у отвореном приступу
Иако су научне монографије знатно ређе доступне у режиму отвореног приступа од научних радова објављених у часописима, током последњих десетак година, поједине научне установе у Србији (Етнографски институт САНУ, Балканолошки институт САНУ, Географски институт „Јован Цвијић“ САНУ, Институт техничких наука САНУ итд.) на својим званичним сајтовима објављивале су дигиталне верзије својих монографских издања. Полазећи од запажања да Партнерски програм „Гугл књиге“ може да послужи као добра платформа за објављивање публикација у режиму отвореног приступа
, Секција библиотекара и књижничара Заједнице института Србије започела је у пролеће 2013. године реализацију пројекта укључивања издања научноистраживачких института Србије у овај програм. До јула 2017, преко 300 издања научних института из Србије објављено је на Гугл књигама у режиму отвореног приступа. Међу институцијама које Партнерски програм „Гугл књиге користе за објављивање дигиталних верзија својих издања у отвореном приступу налазе се Универзитетска библиотека „Светозар Марковић“, Етнографски музеј у Београду и Српска академија наука и уметности.
Још један значајан корак у промовисању идеје отвореног приступа представља обележавање Међународне недеље отвореног приступа. У Србији је ова међународна манифестација први пут обележена 2009. године свечаном трибином организованом на Медицинском факултету у Београду, а од 2012. године редовно се обележава током последње недеље октобра у организацији Универзитетске библиотеке „Светозар Марковић“ и партнерских институција низом пригодних активности. У оквиру обележавања Међународне недеље отвореног приступа, појединцима који су се посебно истакли у промовисању принципа отвореног приступа научним информацијама додељује се почасно звање „Архонт отвореног приступа“.